# Heterolocha mokanensis
Heterolocha mokanensis är en fjärilsart som beskrevs av Eugen Wehrli 1940. Heterolocha mokanensis ingår i släktet Heterolocha och familjen mätare. Inga underarter finns listade i Catalogue of Life.